# 飛馬座GX
飛馬座GX，又名BD+28 4389，HD 213534、SAO 90568、HR 8584，是飛馬座的一颗恒星，视星等为6.35，位于銀經89.8，銀緯-24.18，其B1900.0坐标为赤經22h 26m 56.1s，赤緯+29° -24.18′ 48″。